# Ngounso
Ngounso est un village du Cameroun situé dans le département du Noun et la Région de l'Ouest, sur la route qui relie Bafoussam à Banyo. Il fait partie de l'arrondissement de Magba et du groupement Tikar.

## Population
En 1967, la localité comptait 1 171 habitants. Lors du recensement de 2005, on y a dénombré 1 610 personnes.

## Infrastructures
Ngounso dispose d'une école publique et de deux écoles privées, l'une catholique, l'autre protestante, ainsi que d'un centre de santé baptiste créé en 1997.